# Enakonočje (skladba, Pepel in kri)
»Enakonočje« je skladba in prvi singel glasbene skupine Pepel in kri iz leta 1974. Avtor glasbe je Tadej Hrušovar, besedilo pa je napisal Dušan Velkaverh.

## Snemanje
Snemalec je bil Zoran Ažman, snemanje je potekalo v studiih RTV Ljubljana. Skladba je izšla kot single na mali vinilni plošči in leto kasneje še na albumu Dan ljubezni, oboje pri založbi RTV Ljubljana.

## Zasedba

### Produkcija
- Tadej Hrušovar – glasba, producent
- Dušan Velkaverh – besedilo
- Dečo Žgur – aranžma
- Zoran Ažman – tonski snemalec

### Studijska izvedba
- Pepel in kri – vokali
- Bojan Adamič – dirigent
- Plesni orkester RTV Ljubljana – spremljava

## Mala plošča
7" vinilka
1. »Enakonočje« (A-stran) – 4:13
2. »Naj Bo Baby« (B-stran) – 3:24